# Guerres entre la dynastie Jin et les Seize Royaumes
Les guerres entre la dynastie Jin et les Seize Royaumes sont une série de conflits qui débutent en 304 par la révolte des tribus non Han connues en Chine sous le nom de « Cinq Barbares » (Wu Hu) et s’achèvent en 420 lors du renversement de la dynastie des Jin Orientaux par le fondateur de la dynastie des Song du Sud. Cet événement marque la fin de la période des Seize royaumes et le début de celle des dynasties du Nord et du Sud.
Profitant du chaos généré par la guerre des huit princes, les tribus des Wu Hu s'érigent en royaumes et prennent le contrôle de la plus grande partie des plaines du nord de la Chine, qui sont à l'époque le cœur économique et politique du pays. Chassés du nord, les Jin se replient sur les territoires situés au sud de la rivière Huai. C'est la fin de la dynastie des Jin Occidentaux et le début de la dynastie des Jin Orientaux.
Après une période de consolidation de la dynastie dans le sud, le général Huan Wen lance une série d'expéditions entre 354 et 369 pour tenter de reprendre le contrôle du nord. Il échoue à cause de problèmes d'intendance et du manque de soutien de la cour, qui craint que Wen renverse la dynastie en cas de succès de ses expéditions.
Ces échecs laissent le champ libre aux Qin antérieurs, qui réunifient la Chine du nord à leur profit, avant de lancer en 383 une grande expédition vers le sud pour conquérir les territoires des Jin Orientaux. Alors qu'ils semblent sur le point d'être balayés par un ennemi supérieur en nombre, les Jin réussissent à vaincre les Qin lors de la bataille de la rivière Fei.
Après cette victoire, les Jin font remonter leur frontière vers le nord en annexant les territoires des Qin. Cette marche en avant est stoppée par une guerre civile, qui débute lors de la rébellion du général Huan Xuan. Cette guerre s’arrête lorsque le général Liu Yu tue Xuan en 406 et met fin à l’éphémère dynastie fondée par ce dernier en réinstallant l'empereur Jin Andi sur le trône. Liu Yu lance alors à son tour une série d'expéditions contre les royaumes du nord entre 409 et 416. Victorieux, il annexe toutes les terres situées au sud du fleuve Jaune avant de renverser le dernier empereur des Jin orientaux en 420 et fonder la dynastie des Song du Sud.

## Situation avant le début des conflits

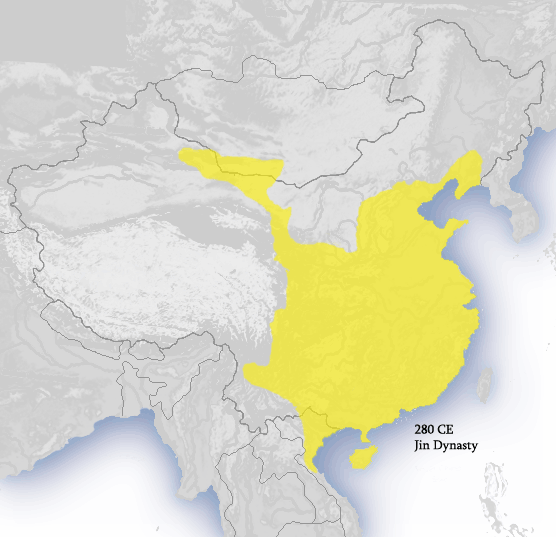
Territoire de la dynastie Jin, vers 280.

Dans les dernières années de la dynastie des Han orientaux,de nombreuses tribus nomades non Han ont migré vers le sud pour finir par s'installer dans les terres situées autour du fleuve Jaune. Ces migration ont lieu pour plusieurs raisons, la première étant que les succès militaires et diplomatiques chinois de la période incitent les nomades à se déplacer au plus près de la Chine, pour profiter des retombées de la puissance chinoise en termes de commerce et de protection. La seconde est que les royaumes impliqués dans les guerres de la période des Trois Royaumes, incitent ces tribus à s'installer dans les zones dévastées par les combats, afin de les repeupler et ainsi avoir sous la main une force de travail ou des combattants, suivant la situation.
De ces nombreux peuples nomades non Han, la tradition a retenu les cinq plus importants, sous le nom de « Cinq Barbares » (Wu Hu). Ces Wu Hu sont :
- Les Xiongnu, peuple originaire des steppes de Mongolie, divisé entre les Xiongnu du Nord, vivant en dehors de l'espace chinois et les Xiongnu du Sud, installés au Shanxi et dans les provinces voisines du Gansu et du Shaanxi[2].

- Les Xianbei, peuple turco-mongol vivant dans les régions du Nord-Est, divisés en plusieurs groupes à l'époque. Les deux plus importants sont les Murong, en Mandchourie et au nord du Hebei[3], et les Tuoba (Tabgatch) qui évoluent sur les marges nord de la Chine, entre le Hebei et le Gansu[4].

- Les Qiang qui sont répartis entre le Gansu, le Qinghai et le Sichuan[5]

- Les Di qu'on trouve dans le Shaanxi, le Gansu et le Sichuan[6].

À la fin du IVe siècle, on se retrouve donc dans une situation où Luoyang, la capitale des Jin, est presque entièrement entourée de tribus nomades sédentarisées de fraîche date. C'est à cette époque que l'accession au trône de Jin Huidi, un handicapé mental incapable de diriger l'empire seul, crée une course au pouvoir entre les différents princes du clan Sima. Très vite, la situation dégénère en guerre civile, la guerre des huit princes. Durant ce conflit, les peuples nomades sont utilisés comme mercenaires par les différents belligérants.

## La révolte desWu Hu

### Les débuts de la révolte
La guerre des huit princes ravage les plaines du nord de la Chine pendant plus de dix ans. Ces plaines étant le cœur économique de la Chine, l'empire Jin ressort très affaibli économiquement et militairement du conflit.
Tirant profit de cette faiblesse, les différents peuples non Han se soulèvent, prennent le contrôle des territoires où ils se trouvent et s'érigent en royaumes. Ainsi, en 304 Li Xiong, le dirigeant du peuple Di prend la ville de Chengdu et fonde le royaume du Cheng Han. Mais de toutes les révoltes, la plus dangereuse est celle de Liu Yan, un des chefs du peuple Xiongnu. En effet, toujours en 304, ce dernier fonde le royaume du Han Zhao dans les plaines du nord, au cœur même de l'empire des Jin.

### La défaite des Jin et le désastre de Yongjia
Face à cette série de révoltes, la dynastie Jin est incapable de riposter efficacement. Luoyang, une des deux capitales de l'empire est sous la menace directe de Liu Cong, le fils de Liu Yuan et nouveau chef des rebelles. Cong attaque deux fois Luoyang en 309 et en 310, mais à chaque fois il n'arrive pas à prendre la ville. Face à cette menace, Sima Yue, le chancelier des Jin et vainqueur de la guerre des huit princes, préfère partir de Luoyang en 310, à la tête de 40 000 soldats et s'enfuir à Xiangcheng au Henan, pour se mettre à l’abri.
Après la mort de Sima Yue, le gros des troupes de la dynastie Jin se retrouve sous les ordres du général Wang Yan. Wang décide de sortir du Henan et de marcher sur la province du Shantung pour y combattre Shi Le, un général du peuple Jie aux ordres de Liu Cong. Cette tentative s’achève par une défaite sanglante qui coûte la vie à plus de 100 000 soldats des Jin, dont Wang Yan lui-même.
Cette défaite détruit la dernière armée des Jin apte à contrer les rébellions, ce qui laisse la capitale à la merci des rebelles. La chute de la ville survient en 311, lorsque les troupes des peuples nomades entrent dans Luoyang et se lancent dans un massacre à grande échelle qui fait 30 000 victimes. L'empereur Jin Huaidi est capturé, le prince héritier et tous les membres du clan Sima présents en ville sont tués, les palais sont brûlés et les mausolées de la dynastie Jin sont profanés. En Chine, ces événements sont connus sous le nom de désastre de Yongjia, en référence au nom de l’ère qui correspond au règne de l'empereur Jin Huaidi, l’ère Yongjia.
Après la perte de la capitale, les Jin ne tiennent plus que trois provinces dans le nord : Youzhou, Liangzhou et Bingzhou. Ces provinces sont isolées des dernières forces armées des Jin, qui se sont réfugiées au sud de la rivière Huai. Elles finissent par tomber aux mains des révoltés peu de temps après, réduisant l'empire Jin aux provinces du Sud.

### Le repli sur le sud et la fondation des Jin Orientaux
La chute des Jin Occidentaux ouvre une période de troubles dans le nord de la Chine, car chaque peuple non Han fonde son royaume, tout en essayant d'annexer le royaume voisin. Ces royaumes naissent et meurent très vite, créant une instabilité politique chronique dans la région.
Le chaos et la dévastation du Nord conduisent également à une migration massive de Chinois Han dans les régions au sud de la rivière Huai, où la situation est relativement stable. Cet exode est connu historiquement en Chine comme étant la migration vers le sud de la noblesse de Jin (chinois : 衣冠南渡, littéralement « Les vêtements et les coiffures se déplacent vers le sud »). Beaucoup de ceux qui fuient vers le Sud sont des membres des grandes familles, qui ont les moyens de s’échapper.
Parmi ces grandes familles du Nord on trouve le clan Xie et le clan Wang, dont les membres les plus importants sont Xie An et Wang Dao. Wang Dao, en particulier, soutient Sima Rui lorsqu'il se proclame empereur en 317 et refonde la dynastie Jin à Jiankang. C'est le début de la dynastie des Jin Orientaux, dont Dao est le premier chancelier. La survie de ces nouveaux Jin dépend à la fois des nobles du Sud, établis de longue date dans la région et des nobles du Nord en exil. C'est donc une dynastie relativement faible, dominée par les nobles régionaux qui servent de gouverneurs.
Néanmoins, malgré ces faiblesses, les Jin réussissent à redresser la situation au bout de quelques années et tentent de reconquérir le nord durant les années 350.

## La contre-attaque des Jin: les expéditions de Huan Wen
Durant la décennie 350, le général Huan Wen prend le contrôle de l'armée des Jin orientaux. Déterminé à reconquérir l'intégralité du territoire chinois et aussi à assurer sa propre gloire, Wen lance plusieurs expéditions contre les Yan antérieurs et les Qin antérieurs.

### Première expédition: la guerre contre les Qin antérieurs
La première expédition a lieu en 354. L'armée des Jin remonte la rivière Huai pour attaquer l’armée des Qin antérieurs. Les forces Jin remportent une victoire décisive à Lantian et battent une armée Qin de plus 50 000 soldats, puis marchent sur Chang'an, une des anciennes capitales des Jin. L’armée de Huan Wen est applaudie par les civils chinois, qui offrent de la nourriture et des provisions aux soldats. Toutefois, ces cadeaux ne suffisent pas à compenser le manque de nourriture dû à une logistique défaillante. L’armée des Jin finit par devoir se replier, en étant constamment harcelée par les troupes des Qin. Plus de 10 000 soldats des Jin meurent durant cette retraite.

### Seconde expédition: la guerre contre les Yan antérieurs
En 356, Huan Wen lance une seconde expédition, qui réussit à reprendre Luoyang des mains des Yan antérieurs. Mais une logistique défaillante et le manque de soutien de la part de la cour des Jin l'oblige à se replier à nouveau.

### Troisième expédition: nouvelle tentative contre les Yan antérieurs
En 369, Wen lance une nouvelle expédition contre les Yan antérieurs. Les combats tournent vite en faveur des Jin, qui avancent jusqu'à Fanto, la capitale des Yan, ce qui plonge la cour de ces derniers dans la panique. De son côté, le général Murong Quai, qui est à la tête de l'armée des Yan, garde la tête froide. Il engage le combat contre les troupes de Huan Wen à la tête d'une armée de 50 000 hommes et réussit à bloquer ses ennemis sur les bords du fleuve Jaune, pendant que la cavalerie des Xianbei détruit les lignes d'approvisionnement des Jin. Ces derniers sont à nouveau obligés de se replier faute de vivres. Murong Quai en profite pour poursuivre l'armée qui se replie et engage le combat. Finalement, plus de 30 000 soldats de l'armée des Jin meurent durant cette bataille.
À la suite de ce nouvel échec, les Jin arrêtent leurs expéditions ; ce qui laisse le champ libre aux Qin antérieurs pour réunifier le nord de la Chine et tenter en 383 d'annexer l'empire des Jin Orientaux.

## La bataille de la rivière Fei

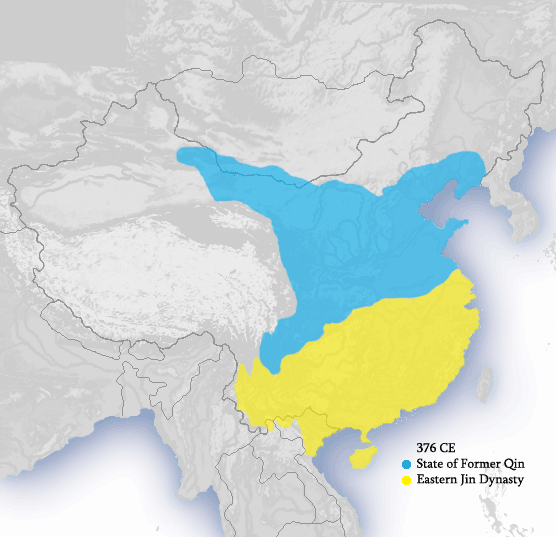
L'empire des Qin antérieurs (en bleu) et l'empire des Jin Orientaux (en jaune), la veille de la bataille

Pendant que les Jin Orientaux épuisent leurs forces dans les expéditions de Huan Wen, les Quin antérieurs gagnent en puissance. Fu Jiān, le neveu du fondateur de ce royaume, a pris la succession de son oncle. C'est un chef plein d'ambitions qui, durant les années 370, conquiert la région du Yuan, les actuels Sichuan et Chongqing et la cité de Xiangyang. Vers 381, toute la Chine du nord est conquise et les Quin se préparent à envahir le sud.

### Préparatifs et début des combats
En août 383, Fu Jiān envoie vers le Sud une armée de 300 000 hommes dirigée par son frère Fu Rong, pour prendre pied sur le territoire ennemi. Peu après, Fu Jiān marche avec le reste de l'armée depuis Xi'an, pour atteindre Xiangcheng en septembre. L'offensive principale vise la cité de Shouchun sur la rivière Huai, porte d'entrée vers le cœur du territoire Jin.
Au sud, l'empereur Jin Xiaowudi prépare la défense de son empire. Il donne au général Huan Chong la responsabilité de la défense du Yangzi et aux généraux Xie Shi et Xie Xuan celle de la défense de la rivière Huai. Pour mener à bien cette mission, Shi et Xuan sont mis à la tête d'une armée de 80 000 soldats d'élite.
En octobre 383, Fu Rong s'empare de la cité de Shouyang. Voulant profiter de cette victoire, Fu Jiān hâte sa marche vers le sud et envoie un émissaire nommé Zhu Xu pour convaincre Xie Shi de se rendre. Zhu Xu est un ancien officiel des Jin capturé par les Qin, qui profite de l'occasion pour trahir Fu Jiān. Grâce aux informations de Xu, Xie Xuan réussit à détruire l'avant-garde de l'armée de Fu Rong lors d'une courte bataille.
Après cette défaite, les troupes des Qin antérieurs se détournent de Souchun et établissent leur campement sur la rive ouest de la rivière Fei en novembre 383, pendant que les troupes des Jin s'installent sur la rive est.

### Destruction de l'armée Qin et victoire décisive des Jin
Alors que la situation menace de s'enliser dans un face à face, Xie Xuan envoie un message à Fu Rong pour lui demander de retirer ses troupes plus à l'ouest, afin de laisser les Jin traverser la rivière et enfin commencer la bataille qui doit décider du sort des deux empires. Les généraux de Rong s'opposent à cette demande. En effet, leur armée est un vaste conglomérat de mercenaires et d'hommes levés de force au sein des peuples asservis par les Qin, qui manquent trop de motivation et d’entraînement pour réaliser une telle manœuvre. A contrario, l'armée des Jin est composée de soldats professionnels et motivés par la défense de leurs proches et de leurs terres, qui peuvent manœuvrer facilement pour traverser la rivière. Rejetant l'avis de leurs subordonnés, Fu Jiān et Fun Rong décident de retirer leur armée puis d'attaquer les Jin pendant qu'ils traverseront la rivière.
Ce repli tourne rapidement au chaos total. Les soldats inexpérimentés de Rong et Jiān ne comprennent pas la raison de ce repli et les ordres sont mal exécutés. Après avoir livré des informations aux Jin, Zhu Xu est retourné au sein de l'armée de Rong comme agent double. Profitant de la situation, Xu fait circuler une rumeur voulant que les QIn ont perdu la bataille et que ce repli est une fuite devant les Jin. Il n'en faut pas plus pour déclencher une débandade généralisée, chacun cherchant à fuir un ennemi qui, au même moment, finit juste de franchir la rivière. Comprenant rapidement la situation, les soldats des Jin Orientaux se lancent à la poursuite de l'armée en déroute et massacrent les fuyards. Fu Rong meurt dans la cohue, tandis que Fu Jiān s'enfuit et ne s'en sort que grâce à l'intervention de Murong Chui, le seul général à avoir réussi à garder le contrôle de ses troupes.
À la suite de cette défaite, les différents peuples soumis par les Qin antérieurs se soulèvent, à commencer par Murong Chui lui-même. En 385 Chang'an, la capitale des Qin antérieurs, est conquise par les Xianbei des Yan postérieurs, et Fu Jiān meurt exécuté par Yao Chang, le fondateur du royaume des Qin postérieurs. Les Qin antérieurs survivent jusqu'en 394, sans jamais retrouver leur puissance et leur gloire perdue,.
Profitant de la chute des Qin et du chaos politique qui s'ensuit, les Jin récupèrent tous les territoires que les Qin leur avaient enlevés les années précédentes, puis profitent des guerres entre les nouveaux royaumes du nord pour repousser leur frontière en direction du fleuve Jaune. Cette dynamique est stoppée net par une série de révoltes paysannes, qui dégénèrent en guerre civile lorsque le général Huan Xuan se rebelle contre l'empereur Jin Andi. Xuan réussit même à destituer l'empereur Jin Andi et fonder sa propre dynastie. Il finit par être stoppé par le général Liu Yu, qui le tue en 406 et réinstalle Andi sur le trône.

## Les expéditions de Liu Yu et la fin des Jin

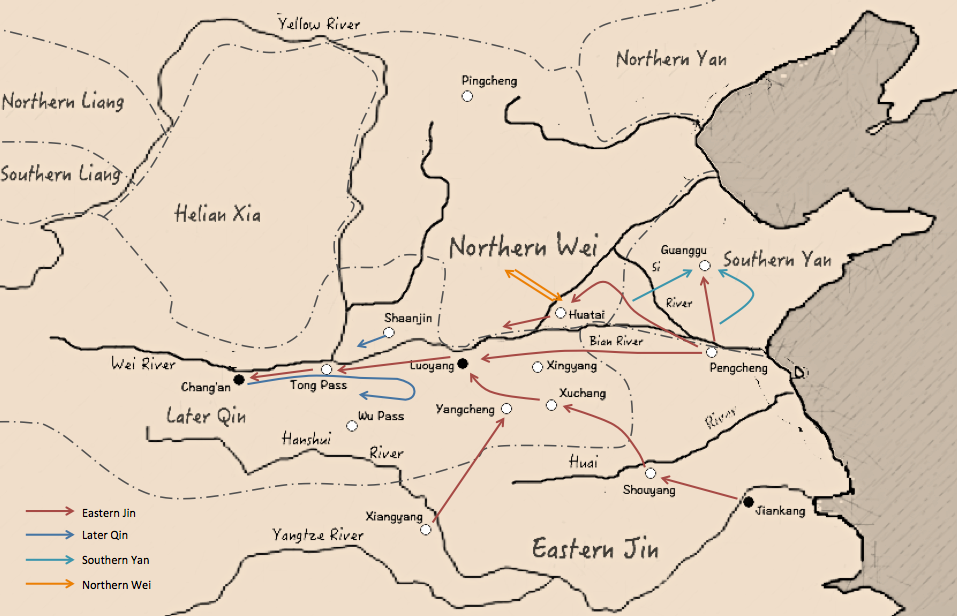
les expéditions militaires de Liu Yu

Après sa victoire sur Huan Xuan et le retour de l'empereur Jin Andi, Liu Yu est l'homme fort de la cour des Jin. Profitant de sa liberté d'action quasi-totale, il lance une série d'expéditions visant à annexer les différents royaumes non Han du nord de la Chine.

### Première expédition: la chute des Yan méridionaux
Liu Yu lance sa première expédition en 409, contre les Yan méridionaux. Son armée attaque les Yan de Nanjing à Xiapei, puis fonce vers Longchen. Retenant les leçons des échecs de Huan Wen, Yu fait construire des forteresses tout le long de la route qu'il emprunte, pour empêcher les Yan méridionaux des couper ses approvisionnement. En mai de la même année, l'armée Jin atteint Guangdu, la capitale des Yan. Quand il arrive dans cette région, Liu Yu y trouve une grande profusion de céréales. Voyant qu'il n'aurait aucun problème d'approvisionnements, il dit à ses hommes : « Le souverain des Yan méridionaux est déjà dans le creux de ma main ». La suite de la campagne lui donne raison, car en février 410 Guangdu tombe et avec elle le royaume des Yan méridionaux.

### Seconde expédition: la chute des Qin postérieurs
En 416, Liu Yu lance une attaque de grande ampleur contre les Qin postérieurs, et réussit à vaincre Shao Yao, leur général en chef. Après cette victoire, Liu Yu rentre dans Luoyang, l’ancienne capitale de la dynastie Jin et est couronné duc de Song. Pour achever sa victoire, il envoie deux armées dans la région qui correspond à l'actuelle province du Shaanxi, pour y engager le combat contre les restes de l'armée des Qin postérieurs.
Sur leur chemin, les soldats des Jin sont harcelés par la cavalerie des Wei du Nord, qui s'en prennent aux approvisionnements des troupes de Liu Yu. Lassé par ce harcèlement, Yu attaque les Wei du Nord et réussit à les vaincre en utilisant des arbalètes pour projeter des lances sur ses ennemis. Cette pluie de projectiles effraye les soldats des Wei et est supposée avoir provoqué environ 30 000 morts dans les rangs de ces derniers. Après cette victoire, les Jin sont libres de continuer à se battre contre les Qin postérieurs, qu'ils détruisent en prenant leur capitale Chang'an, qui est aussi une ancienne capitale de la dynastie Jin.

### Échec contre les Xia et perte des capitales
À la suite de cette victoire, la voie semble ouverte à la destruction des Xia, des Wei du Nord et des autres États non Han, afin de réunifier la Chine. Cependant, à la suite de rumeurs sur la mort de l'empereur Jin Andi, Liu Yu retourne à Nanjing en laissant derrière lui son général Wang Zhen'en pour garder les deux capitales. Les Xia profitent de l’occasion pour passer à l'attaque, vaincre les trop peu nombreuses troupes de Zhen'en et annexer les deux capitales. Malgré cet échec, les Jin orientaux gardent le contrôle de la plus grande partie des territoires situés au sud du fleuve Jaune, qui sont le cœur traditionnel de la Chine.

## Conséquences

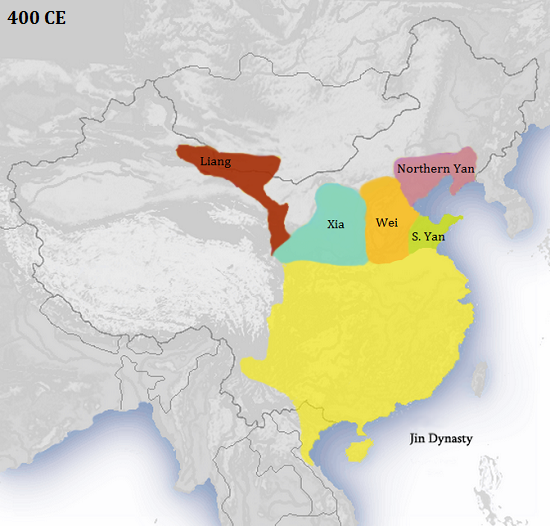
Les royaumes se partageant la Chine vers 400.

Malgré la perte des capitales, le prestige de Liu Yu est à son zénith. Il en profite pour renverser la dynastie Jin 420, en destituant l'empereur Gongdi et en montant sur le trône pour fonder la dynastie des Song du sud. Sous son règne et celui de son fils, la Chine connaît une brève période de prospérité connue sous le nom d’ère Yuanjia.
Cette ère s’achève lorsque les Wei du Nord réussissent à unifier la Chine du nord en éliminant les autres royaumes non Han, puis repoussent les Song vers le sud.
Ce changement dynastique marque le début de la période des dynasties du Nord et du Sud.